# Noël nouvelet

Noël nouvelet est un chant de Noël, ou du Nouvel An, traditionnel en ancien français datant de la fin du XVe siècle. Des versions traduites en langue anglaise sont apparues aux XVIIe et XVIIIe siècles .

## Paroles
1.

Noël nouvelet, Noël chantons ici

dévotes gens, disons a Dieu merci

Chantons Noël pour le Roi nouvelet.

Noël nouvelet Noël chantons ici.

2.

En Bethléem Marie et Joseph vis

l'âne et le bœuf, l'enfant couché au lit

La crèche était au lieu d'un bercelet.

Noël nouvelet Noël chantons ici.

3.

L'étoile y vis qui la nuit éclaircit

Et d'Orient d'où elle était sortie

En Bethléem les trois Rois amenait.

Noël nouvelet Noël chantons ici.

4.

L'un portant l'or, l'autre la myrrhe aussi

l'autre l'encens qu'il faisait bon sentir.

Du paradis semblait le jardinet.

Noël nouvelet Noël chantons ici.

5.

En trente jours Noël fut accompli.

En douze vers sera mon chant fini

En chacun jours j'en ai fait un couplet. 

Noël nouvelet Noël chantons ici.